# Pachyteria pryeri
Pachyteria pryeri là một loài bọ cánh cứng trong họ Cerambycidae.